# Kriegserinnerungskreuz 1992–1995
Das Kriegserinnerungskreuz der Kroatischen Republik Herceg-Bosna 1992–1995 (kroatisch Ratni spomen križ Hrvatske Republike Herceg-Bosne 1992.–1995) war eine Auszeichnung der Kroatischen Republik Herceg-Bosna.
Der Militärverdienstorden wurde in Übereinstimmung mit dem „Gesetz über den Dienst in den Streitkräften der Kroatischen Republik Herceg-Bosna“, durch die „Verordnung über die Verleihung von Orden“ (Pravilnik o dodjeli odličja) gestiftet.
Das Kriegserinnerungskreuz konnte an alle Dienstgrade der Streitkräfte der Kroatischen Republik Herceg-Bosna verliehen werden, die sich um die Errichtung deren ersten „professionellen“ Militäreinheiten (insbesondere der motorisierten Garde-Brigade „Ante Bruno Bušić“) während des Bosnienkriegs verdient gemacht hatten. Eine Verleihung an Privatpersonen war möglich, wenn die Verleihungskriterien erfüllt waren.
Von allen Auszeichnungsstufen wurden insgesamt 1.050 Stück hergestellt, von denen nur 104 verliehen wurden. Aus Gründen der Qualität und des besseren Wettbewerbs wurde die Auszeichnung in Italien hergestellt.

## Stufen
Die Auszeichnung wurde in drei Stufen (stupnja = Grad) verliehen.
- I. Stufe des Kriegserinnerungskreuzes ohne Dekoration
(Hergestellte Stückzahl: 500. Verleihungen: 21.)
- II. Stufe des Kriegserinnerungskreuzes mit Palmzweig und Schwert
(Hergestellte Stückzahl: 500. Verleihungen: 50.)
- III. Stufe des Kriegserinnerungskreuzes mit Palmzweig und Schwert auf Stern
(Hergestellte Stückzahl: 50. Verleihungen: 33.)

## Dekoration

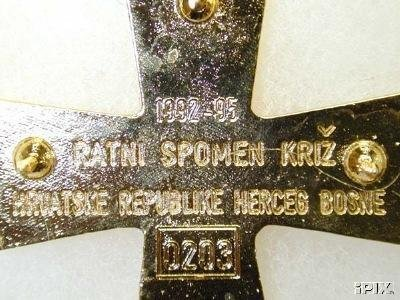
Rückseite der I. Stufe

Die I. Stufe zeigt die Grundausführung der Auszeichnung, ein goldfarbenes Metall-Kreuz aus Kroatischem Flechtwerk („Kroatisches Kreuz“). Auf die Kreuzmitte ist das buntemaillierte Wappen der kroatischen Republik Herceg-Bosna aufgelegt.
Die II. Stufe zeigt hinter dem „Kroatischen Kreuz“, zusätzlich dahinterliegend und überkreuzt einen Palmzweig und ein Schwert.
Die III. Stufe zeigt die Ausführung der II. Stufe, aufliegend auf einem strahlenförmigen Ornament, ähnlich einem Bruststern.
Die Rückseite der Auszeichnung trägt bei allen Stufen, die waagerechte dreizeilige Gravur 1992-95 / RATNI SPOMEN KRIŽ / HRVATSKE REPUBLIKE HERCEG-BOSNE und darunter die jeweilige Stücknummer.

## Trageweise
Alle Stufen wurden als Steckkreuz an der Brust getragen.